# Chinese Super League 2007
Die Chinese Super League 2007 war die 4. Spielzeit der höchsten chinesischen Spielklasse im Fußball der Männer. Sie wurde am 3. März 2007 eröffnet und endete am 14. November 2007.
Absteiger war Xiamen Lanshi. Chinesischer Meister wurde erstmals Changchun Yatai, das sich am letzten Spieltag mit einem 4:1-Sieg im Auswärtsspiel gegen Shenzhen Shangqingyin den Titel sicherte.

## Teilnehmer der Saison 2007
| Verein                  | Stadt     | Stadion                        |
| ----------------------- | --------- | ------------------------------ |
| Beijing Guoan           | Peking    | Fengtai-Stadion                |
| Changchun Yatai         | Changchun | Changchun-Stadt-Stadion        |
| Changsha Ginde          | Changsha  | He Long-Stadion                |
| Dalian Shide            | Dalian    | Jinzhou-Stadion                |
| Henan Jianye            | Zhengzhou | Zhengzhou-Hanghai-Stadion      |
| FC Liaoning             | Jinzhou   | Jinzhou-Stadt-Stadion          |
| Qingdao Zhongneng       | Qingdao   | Qingdao-Tiantai-Stadion        |
| Shaanxi Baorong         | Xi’an     | Shaanxi-Provinzstadion         |
| Shandong Luneng Taishan | Jinan     | Shandong-Provinzstadion        |
| Shanghai Shenhua        | Shanghai  | Yuanshen Sports Centre Stadium |
| Shenzhen Shangqingyin   | Shenzhen  | Shenzhen-Stadion               |
| Tianjin Teda            | Tianjin   | Teda Stadion                   |
| Wuhan Guanggu           | Wuhan     | Xinhualu-Stadion               |
| Xiamen Lanshi           | Xiamen    | Xiamen-Stadion                 |
| Zhejiang Greentown      | Hangzhou  | Hangzhou-Dragon-Stadion        |

Fußnoten
1. ↑  Am 24. und am 26. Spieltag wurden die Heimspiele im Guangdong-Provinzstadion in Guangzhou ausgetragen.
2. ↑  Vom 19. bis zum 25. Spieltag wurden die Heimspiele im Meihu-Stadion in Yiwu ausgetragen.

## Abschlusstabelle
| Pl. | Verein                         | Sp. | S  | U  | N  | Tore    | Diff. | Punkte |
| --- | ------------------------------ | --- | -- | -- | -- | ------- | ----- | ------ |
| 1.  | Changchun Yatai                | 28  | 16 | 7  | 5  | 048:250 | +23   | 55     |
| 2.  | Beijing Guoan                  | 28  | 15 | 9  | 4  | 045:190 | +26   | 54     |
| 3.  | Shandong Luneng Taishan (M)(P) | 28  | 14 | 6  | 8  | 053:290 | +24   | 48     |
| 4.  | Shanghai Shenhua               | 28  | 12 | 10 | 6  | 035:290 | +6    | 46     |
| 5.  | Dalian Shide                   | 28  | 11 | 11 | 6  | 036:310 | +5    | 44     |
| 6.  | Tianjin Teda                   | 28  | 12 | 8  | 8  | 031:220 | +9    | 44     |
| 7.  | Wuhan Guanggu                  | 28  | 11 | 7  | 10 | 029:310 | −2    | 40     |
| 8.  | Qingdao Zhongneng              | 28  | 10 | 6  | 12 | 036:420 | −6    | 36     |
| 9.  | FC Liaoning                    | 28  | 9  | 8  | 11 | 026:360 | −10   | 35     |
| 10. | Changsha Ginde                 | 28  | 8  | 10 | 10 | 017:240 | −7    | 34     |
| 11. | Zhejiang Greentown (N)         | 28  | 6  | 10 | 12 | 025:350 | −10   | 28     |
| 12. | Henan Jianye (N)               | 28  | 5  | 12 | 11 | 020:280 | −8    | 27     |
| 13. | Shaanxi Baorong                | 28  | 4  | 14 | 10 | 024:290 | −5    | 26     |
| 14. | Shenzhen Shangqingyin          | 28  | 5  | 10 | 13 | 021:420 | −21   | 25     |
| 15. | Xiamen Lanshi                  | 28  | 4  | 8  | 16 | 022:460 | −24   | 20     |

| (M) | Amtierender Meister: Shandong Luneng Taishan                    |
| (P) | Amtierender Pokalsieger: Shandong Luneng Taishan                |
| (N) | Aufsteiger der letzten Saison: Zhejiang Greentown, Henan Jianye |

## Torschützenliste
| Pl. | Spieler             | Mannschaft              | Tore |
| --- | ------------------- | ----------------------- | ---- |
| 01. | Li Jinyu            | Shandong Luneng Taishan | 15   |
| 02. | Han Peng            | Shandong Luneng Taishan | 13   |
| 03. | Elvis Scott         | Changchun Yatai         | 12   |
| 04. | Guillaume Dah Zadi  | Changchun Yatai         | 10   |
| 04. | Tiago Jorge Honório | Beijing Guoan           | 10   |